# 南河头乡
南河头乡，是中华人民共和国河北省沧州市献县下辖的一个乡镇级行政单位。

## 行政区划
南河头乡下辖以下地区：
南河头村、南韩庄村、谭庄村、范庄村、南刘庄村、郭尖庄村、于庄村、南单桥村、北单桥村、东单桥村、郑唐庄村、南邱庄村、胡屯村、史庄村、石槽张庄村、北邱庄村、曹庄村、东方屯村、中方屯村、西方屯村、马庄村、东丁楼村、中丁楼村、丁楼北村、丁楼西村、抛庄村和东樊屯村。